# Karl Trübner

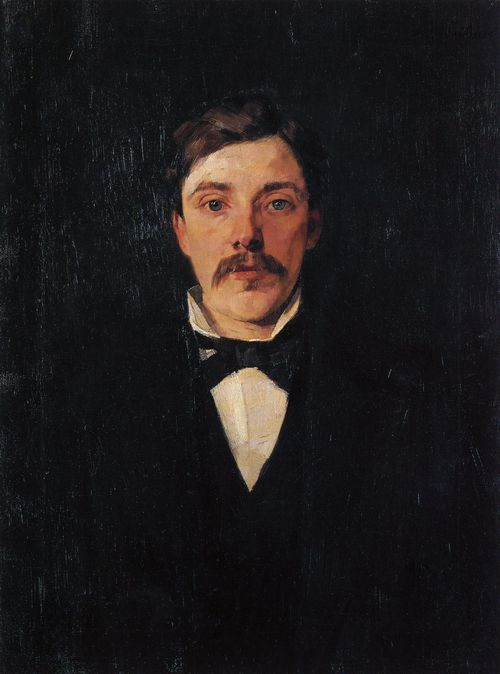
Karl Ignaz Trübner (1890), Gemälde seines Bruders Wilhelm Trübner, Kunsthalle Karlsruhe

Karl Ignaz Trübner (* 6. Januar 1846 in Heidelberg; † 2. Juni 1907 in Straßburg) war ein deutscher Verlagsbuchhändler und Begründer des Verlages Karl J. Trübner.

## Leben
Karl Trübner wurde als Sohn in einer alteingesessenen pfälzisch-badischen Goldschmiedefamilie geboren. Sein Vater, Georg Trübner (1829–1885), war Meister im Gold- und Silberschmiedehandwerk und die Mutter, Anna Maria, geborene Koerber aus Frankenthal (Pfalz), Hausfrau. Er wuchs mit mehreren Geschwistern im Elternhaus in Heidelberg auf. Sein jüngster Bruder war der spätere Maler Wilhelm Trübner (1851–1917). Dieser malte ihn als Verlagsbuchhändler zu Straßburg im Jahre 1890.
Trübner nahm sich bei der Berufswahl seinen Onkel, den Verlagsbuchhändler Nikolaus Trübner (1817–1884), zum Vorbild. Er lernte zunächst das Buchhandels- und Verlagsgeschäft bei der Firma F. A. Brockhaus in Leipzig kennen, bevor er für fünfeinhalb Jahre im Verlag seines Onkels in London, Trübner & Co., weiter ausgebildet wurde.
Nach Gründung des deutschen Kaiserreiches kehrte er nach Deutschland zurück. Da Nikolaus Trübner seine Zustimmung zur Gründung einer Filiale von Trübner & Co. in Deutschland unter Leitung seines Neffen verweigerte, errichtete Karl Trübner am 22. Mai 1872 in Straßburg im eigenen Namen ein Buchgeschäft als Sortiments- und Verlagsbuchhandlung sowie wissenschaftliches Antiquariat. Zu den in seinem Verlag Karl J. Trübner veröffentlichten Büchern gehörten vor allem Werke aus Sprach- und Literaturwissenschaft, Geschichte und Philosophie. Zudem zählten Gemeinschaftsausgaben seines Verlages und des Verlages Trübner & Comp., London, z. B. das Sanskrit-Wörterbuch. Nach den Petersburger Wörterbüchern bearbeitet von Carl Cappeller (1842–1925) im Jahre 1887.
Sein Optimismus bei der Entfaltung einer selbständigen Tätigkeit und friedlichen Ausgestaltung der Verhältnisse wurde zwar anfangs enttäuscht, da „mit der Annexion ein Abschaum von Abenteurern und Schwindlern in das Reichsland gekommen (war) … und es dem ehrlichen Ansiedler erschwerten, Fuß zu fassen“.
Aufgrund anspruchsvoller und zunehmender Verlagstätigkeit nahm er 1890 eine Arbeitsteilung vor. Er behielt sich dabei die Verlegertätigkeit vor. Sein einstiger Mitarbeiter Esteban (Stephan) d’ Oleire wurde für die Buchhandlung sowie das Antiquariat zuständig. Mit Wirkung vom 1. Januar 1891 führte Esteban d’ Oleire Trübner’s Buchhandlung und das Antiquariat als alleiniger Inhaber weiter, während Trübner sich nur noch dem Verlag Karl J. Trübner als Firmeninhaber widmete.
Kommanditist des Verlages Karl J. Trübner wurde zeitweilig der ehemalige Ausbildungsbetrieb des jungen Trübner in Leipzig „F. A. Brockhaus“. Diese Firma war zugleich als Agentur und Depot des Verlages seines Onkels Trübner & Co. in London tätig.
Trübner hatte den Berliner Verleger Walter de Gruyter (1862–1923) bei der gemeinsamen Arbeit für den Deutschen Verlegerverein kennen und schätzen gelernt. Der Straßburger Verleger bot dem Eigentümer des Verlages Georg Reimer erstmals im Jahre 1904 eine Teilhaberschaft am Verlag Karl J. Trübner an. Sie wurde 1906 verwirklicht. Nach dem Tod von Trübner aufgrund einer „tückischen Krankheit“ wurde der bisherige Teilhaber Walter de Gruyter alleiniger Inhaber des Verlages Karl J. Trübner.

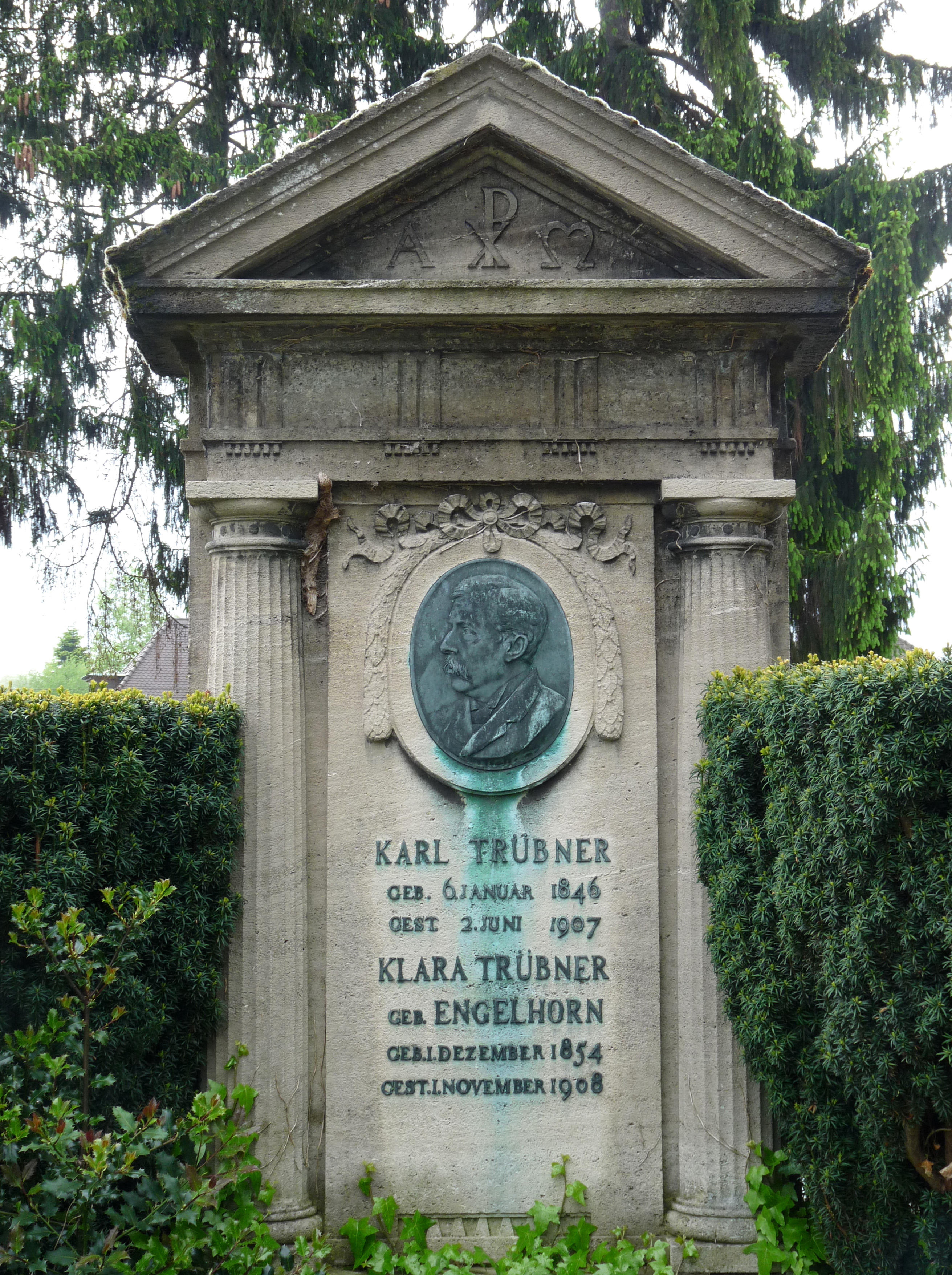
Grabmal

Das Berliner Tageblatt meldete den Tod des Verlagsbuchhändlers Karl Trübner. Die überregionale Tageszeitung wies darauf hin, dass der „Verleger philologischer Literatur“ Trübner an den Folgen einer Blutvergiftung im Alter von 61 Jahren gestorben sei und würdigte seine Verdienste um die „Zurückerwerbung“ der „Manessischen Liederhandschrift“.
Die Beisetzung des Verlegers fand auf dem Cimetière Saint-Louis im damaligen Ruprechtsau am 5. Juni 1907 in Anwesenheit u. a. von Vertretern der Stadt, des Buchhandels, der Bibliotheken sowie der Wissenschaft und Kunst statt. Der Konsistorialpräsident und Pfarrer Carl Theodor Gerold (1837–1928) hielt die Trauerandacht. Der Akademische Kirchenchor unter Leitung des evangelischen Theologen Friedrich Spitta (1852–1924) übernahm die musikalische Begleitung. Aus Trübners Geburtsstadt erinnerte ein Stadtrat in seinem Nachruf an die „Erwerbung des kostbaren Schatzes, der Manessischen Liederhandschrift“ durch den Verstorbenen und ihre Aufbewahrung in der Heidelberger Universitätsbibliothek.
Er war mit Klara Trübner (1854–1908), geborene Engelhorn, einer Schwester des Verlegers Carl Engelhorn, verheiratet. Die Ehe blieb kinderlos.

## Karl Trübner und die Manessische Liederhandschrift
Karl Trübner gelang es 1888 eine der berühmtesten deutschen Handschriften, die Manessische Liederhandschrift, durch ein Tauschgeschäft wieder nach Deutschland zu bringen. Die Handschrift, ursprünglich in der Bibliotheca Palatina in Heidelberg, befand sich seit 1657 in der Bibliothèque royale in Paris. Der Erwerb von der Pariser Bibliothek unter ihrem Direktor Léopold Delisle erfolgte im Tausch gegen 166 französischer Handschriften, die in den 1840er Jahren aus französischen Bibliotheken entwendet worden waren und die Trübner von Lord Bertram Ashburnham, 5. Earl of Ashburnham (1840–1913), kaufte, der die teilweise unrechtmäßig erworbene Handschriftensammlung seines Vaters Bertram Ashburnham, 4. Earl of Ashburnham veräußern wollte. Ferner zahlte die Pariser Bibliothek 150.000 Franc. Den Codex Manesse erhielt zunächst die Berliner Reichsregierung, die die Handschrift dann wieder der Universitätsbibliothek Heidelberg als Nachfolgerin der Bibliotheca Palatina zuwies. Zur Abwicklung des Erwerbs hatte der kaiserliche Dispositionsfonds Trübner die Summe von 400.000 Goldmark (zirka 7 Mio. Euro) zur Verfügung gestellt.
Im Verlag Karl J. Trübner erschien im Jahre 1887 – noch vor der Rückgabe des Originals – im Lichtdruck eine Ausgabe die Liederhandschrift unter dem Titel Die Miniaturen der Manesse'schen Liederhandschrift. Der Kirchen- und Kunsthistoriker Franz Xaver Kraus (1840–1901) hatte im Auftrag des Großherzoglich Badischen Ministeriums der Justiz, des Kultus und Unterrichts die Herausgeberschaft für diese Veröffentlichung übernommen.

## Ehrungen und Ehrenämter
Am 20. Januar 1882 erhielt Trübner das Ritterkreuzes II. Klasse des badischen Ordens vom Zähringer Löwen, am 1. Oktober 1886 wurde ihm das Ritterkreuz I. Klasse des Ordens vom Zähringer Löwen durch den badischen Großherzog Friedrich I. verliehen.
Im Jahre 1890 erhielt er den Ehrentitel Kommerzienrat. Die philosophische Fakultät der Straßburger Universität verlieh ihm im März 1898 den Ehrendoktor der Philosophie. In der Würdigung wurde darauf hingewiesen, dass der „um die Wissenschaft … hochverdiente Mann“ mit „feinsinnigen Verständnis für die Aufgaben“ mit seinem Verlag „die Bedürfnisse der Wissenschaft“ förderte. Ausführlich wurden dabei auch seine Verdienste bei der Widererwerbung der Manessischen Liederhandschrift im Jahre 1888 betont.
Ab 1898 war er Mitglied des Vereinsausschusses des Börsenvereins der Deutschen Buchhändler und hatte von 1901 bis 1904 den Vorsitz inne. Er arbeitete seit 1903 in der Historischen Kommission des Börsenvereins der Deutschen Buchhändler zur Leipzig mit und wurde in dessen Bekanntmachung über die Zusammensetzung des Vorstandes und der Ausschüsse letztmalig im Juni seines Todesjahres als „Dr. Karl Trübner = Straßburg i. / E., Kommerzienrat“ aufgeführt. Er gehörte dem Aufsichtsrat der Straßburger Neueste Nachrichten an.

## Stiftung und Vermächtnis
Das Ehepaar Trübner hatte in seinem Testament festgelegt, ihr Vermögen für gemeinnützige Zwecke zu stiften: Das Straßburger Städtische Kunstmuseum erhielt einen sechsstelligen Betrag als Stiftungskapital vor allem „zum Ankauf von Ölgemälden alter Meister, insbesondere wertvoller Werke von Künstlern der italienischen und niederländischer Schule“. Zu den Bedachten gehörte laut letzwilliger Verfügung u. a. der Unterstützungsverein Deutscher Buchhändler Buchhandlungsgehilfen in Berlin.
Gedenken
Zum Gedenken an Karl Trübner verfassten die Begründer der Indogermanischen Forschungen Karl Brugmann (1849–1919) und Wilhelm Streitberg (1864–1925) dem Mitbegründer und Verleger ihrer Zeitschrift einen ehrenden Nachruf. Ausgehend von der 35-jährigen Tätigkeit als Buchhändler betonten beide das Verständnis und Interesse Trübners an der „Sprachwissenschaft in all ihren Teilgebieten“, insbesondere an den sprachwissenschaftlichen Studien in den deutschsprachigen Ländern.
Die Prokuristen Johannes Beugel († 1916) und Gerhard Lüdtke würdigten die Lebensarbeit von Trübner und hoben dessen Tätigkeit als Gründer und Herausgeber von „Minerva. Jahrbuch der gelehrten Welt“ besonders hervor. Sie fügten dem 17. Band dieses Nachschlagewerkes nach dem Verlagssignet vor der Titelseite ein Bildnis des verstorbenen Karl Trübner bei.
Der Vorstand des Unterstützungsvereins Deutscher Buchhändler Buchhandlungsgehilfen in Berlin gab 1909 bekannt, dass die Witwe von Karl Trübner, Klara Trübner († 1. November 1908), den Verein mit einem „reichen Vermächtnis“ bedacht hatte, wodurch die bestehende Karl Trübner-Stiftung finanziell erhöht wurde und der Name des Berufsgenossen Trübner fortleben werde.